# رفع گرفتاری
رفع گرفتاری (انگلیسی: Nuisance abatement) یک حوزه فعالیت در حال رشد در کلانتری‌ها و ادارات پلیس در آمریکای شمالی است.
این اصطلاح به استفاده از آیین‌نامه‌های ساختمانی، آیین‌نامه‌های آتش‌نشانی، منطقه‌بندی و غیره به منظور ارتقا کیفیت زندگی و حل مسائل ایمنی ساکنان محلات اشاره دارد. برنامه‌های دردسرزدایی اغلب جزوی از برنامه‌های پلیس برای چاره‌گشایی از مشکلات محله یا جامعه است. 
در بیشتر حوزه‌های قضایی کانادا، مأموران اجرایی آئین‌نامه‌ها عهده‌دار برنامه رفع گرفتاری نیز هستند. 
در انگلستان و ولز، «رفع گرفتاری» روشی قانونی برای کمک به خود است که به موجب آن قربانی یک مزاحمت خصوصی (بدون جلب رضایت دادگاه) برای مقابله با مشکل گام برمی‌دارد.